# Frémonville
Frémonville – miejscowość i gmina we Francji, w regionie Grand Est, w departamencie Meurthe i Mozela.
Według danych na rok 1990 gminę zamieszkiwały 192 osoby, a gęstość zaludnienia wynosiła 14 osób/km² (wśród 2335 gmin Lotaryngii Frémonville plasuje się na 853. miejscu pod względem liczby ludności, natomiast pod względem powierzchni na miejscu 389.).